# جايسون بوين
جايسون بوين (بالإنجليزية: Jason Bowen)‏ (24 أغسطس 1972 في المملكة المتحدة - ) هو لاعب كرة قدم بريطاني في مركز الهجوم. شارك مع منتخب ويلز تحت 21 سنة لكرة القدم ومنتخب ويلز لكرة القدم. أما مع النوادي، فقد لعب مع برمنغهام سيتي وسوانزي سيتي وكارديف سيتي ونادي ريدنغ ونادي سانت إيلي تاون ونادي ساوثهامبتون ونيوبورت كونتي.

## وصلات خارجية
- جايسون بوين على موقع قاعدة بيانات كرة القدم.إي يو (الإنجليزية)
- جايسون بوين على موقع Soccerbase.com (لاعب) (الإنجليزية)
- جايسون بوين على موقع عالم كرة القدم.نت (الإنجليزية)